# Baroiyadhala National Park
Baroiyadhala National Park ( bengalsk: বাড়ৈয়াঢালা জাতীয় উদ্যান ) er en nationalpark og naturreservat i Bangladesh i IUCN kategori II. Parken ligger ved Sitakunda Upazila, Chittagong District i den østlige ende af Dhaka-Chittagong Highway. Den giver vigtige vilde faunakorridorer for den truede flora og fauna i Bangladesh. Vandfaldet Khoiyachora Waterfall ligger i nationalparken.
Parken blev officielt oprettet af regeringen i Bangladesh den 6. april 2010,   og omfatter et areal på 2.933,61 ha.